# Бадольо, Пьетро
Пье́тро Бадо́льо (итал. Pietro Badoglio, маркиз Саботино, герцог Аддис-Абебский; 28 сентября 1871 — 1 ноября 1956) — маршал Италии (25 июня 1926), герцог Аддис-Абебский, маркиз Саботино, премьер-министр, который принял власть над страной после свержения Муссолини 25 июля 1943 года, объявил нейтралитет и вывел Италию из Второй мировой войны.

## В годы, предшествующие Первой мировой войне
Родился 28 сентября 1871 года в родовом поместье в Граццано-Монферрато. Его отцом был богатый фермер Марио Бадольо, а матерью Антониэтта Питтарелли. Выбрав карьеру военного, блестяще окончил военное училище и в возрасте 20 лет поступил на службу в армию. Службу начал в артиллерии. Затем окончил Военную академию в Турине и 17 августа 1892 года был переведён лейтенантом в 19-й артиллерийский полк, базирующийся во Флоренции.
В 1896 году в составе итальянского экспедиционного корпуса был отправлен в Эфиопию. В марте 1896 итальянский экспедиционный корпус был почти полностью уничтожен в битве при Адуа. Лейтенант Бадольо был тяжело ранен в этом сражении, вынесен с поля боя и вскоре отправлен на родину. За участие в итало-эфиопской войне был произведён в капитаны.
Следующей войной П. Бадольо стала Ливийская кампания. За эту войну он получил чин майора и продолжил службу в Ливии — новой колонии Италии. В 1914 был отозван в метрополию для штабной работы.

## Первая мировая война
Ко времени вступления Италии в Первую мировую войну Бадольо, будучи подполковником, занимал должность начальника оперативного отдела штаба 2-й армии, а затем был переведён начальником штаба 4-й дивизии, действующий в районе Гориции. В марте 1916 итальянские войска, пытаясь облегчить положение союзников под Верденом, провели наступление в Горицком направлении. В ходе кровопролитного сражения Бадольо был дважды ранен, но успех этого наступления не смог улучшить положение дел на фронте. Однако он был замечен и произведён в полковники.
В мае 1916 года он получил под своё командование 78-й пехотный полк и был назначен советником начальника итальянского Генерального штаба генерала Армандо Диаса. За время войны Бадольо быстро продвигался по службе. Он отличился в ряде сражений, особенно в операции у гор Сабатини в ходе сражений на Изонцо 7—17 августа 1916 года. Здесь он во главе 78-го пехотного полка, двух батальонов 58-го и 115-го пехотных полков и двух сапёрных рот атаковал горный массив Сабатини и выбил занимавшие его австро-венгерские части. В том же году произведён в генерал-майоры. В 1917 году участвовал в военных действиях в горной Италии, а затем некоторое время командовал артиллерийским корпусом. В ноябре 1917 года Бадольо стал заместителем начальника штаба Верховного командования. На него была возложена большая часть штабной работы при подготовке наступления итальянской армии. Он был представителем Италии на подписании перемирия с Австро-Венгрией 3 ноября 1918 года. В 1919 сменил Диаса на посту начальника Генерального штаба.

## Между войнами
После войны представлял Италию на Международном совете в Париже. Получил титул маркиза Саботино. С ноября 1919 занимал должность чрезвычайного комиссара в Венеции. Через два года вышел в отставку и был направлен послом в Бразилию.
Несмотря на то, что Бадольо был противником фашизма, Муссолини после прихода к власти уговорил его вернуться в Генеральный штаб. В 1926 году дуче присвоил ему звание маршала. Но Бадольо так и не смог сработаться с Муссолини. Он требовал создание единого органа управления всеми вооружёнными силами Италии, Муссолини же хотел сосредоточить все военные министерства в своих руках. В 1928 году Бадольо был отправлен в почётную ссылку на должность генерал-губернатора Ливии, где прослужил до 1933 года.
В 1933 году в третий раз за свою жизнь стал начальником Генерального штаба. В 1936 году, в связи с неудачами маршала Э. де Боно в итало-эфиопской войне, дуче снял его с поста и назначил главнокомандующим итальянскими силами в Эфиопии П. Бадольо. Благодаря руководству Бадольо итальянским войскам удалось 5 мая 1936 года занять столицу Эфиопии Аддис-Абебу и выиграть войну. В благодарность он был назначен вице-королём новой колонии и получил титул герцога Аддис-Абебского.
В 1937 году вернулся в Рим, где продолжил работу в генштабе. Его новой задачей стала координация действий итальянского корпуса, посланного Муссолини в помощь генералу Ф. Франко, во время Гражданской войны в Испании.

## Вторая мировая война
Когда Италия объявила о своих территориальных претензиях к Албании, Бадольо пытался убедить дуче, что страна не готова к войне.
После поражений в войне с Грецией дуче пытался свалить всю вину на военных, но Бадольо честно заявил, что истинной причиной поражений является бездумная политика Муссолини. Это и решило судьбу маршала. В начале декабря 1940 года Бадольо вышел в отставку, уступив пост начальника Генерального штаба Уго Кавальеро.
После разгрома итало-германских войск под Эль-Аламейном, потери Ливии и одновременно гибели 8-й армии под Сталинградом в элите стал зреть заговор против Муссолини и в пользу подписания мира со странами антигитлеровской коалиции. Один из такого рода заговоров возник среди военных, причем Бадольо считал необходимым смещение не только Муссолини, но и короля, как скомпрометировавшего себя связью с фашизмом. Однако король Виктор Эммануил сам присоединился к заговорщикам. По его поручению герцог Альберт Аквароне установил контакт с Бадольо, который, по мнению короля, как никто другой подходил на должность нового главы правительства. 10 июля 1943 года союзники начали высадку на Сицилии. 15 июля П. Бадольо сформировал «запасной» кабинет правительства. 25 июля 1943 года Муссолини был смещён и арестован. В этот же день король назначил Бадольо главой правительства.
Заняв пост премьер-министра, оказался в очень сложном положении. Он не мог сразу же перейти на сторону союзников, так как немцы сразу бы оккупировали страну. Бадольо ввёл военное положение и подавил выступления коммунистов, которые бы могли спровоцировать немцев. Благодаря ему состоялись мирные переговоры между Италией и союзниками, в июле 1943 года в Лиссабоне, которые затем продолжились в Сицилии, где 3 сентября 1943 года были подписаны условия безоговорочной капитуляции. Однако 8 сентября началась немецкая операция «Ось» с целью оккупации Италии. 13 октября 1943 года Италия объявила войну Германии. В первый период участия Италии в войне на стороне союзников в 1943—1944 Бадольо возглавлял правительство Италии, включавшее все антифашистские партии, в том числе Итальянскую коммунистическую партию, лидер которой Пальмиро Тольятти стал министром в правительстве в марте 1944. В июне 1944 года итальянская армия, американские и британские войска вошли в Рим. В июне 1944 года уступил пост премьер-министра Иваноэ Бономи.

## После войны
9 июня 1944 года снова подал в отставку. Дважды предпринимались попытки посадить его на скамью подсудимых: сначала он был приговорен заочно к смертной казни по решению военного трибунала, созванного в Вероне Муссолини в конце 1943 года, а затем, уже после войны — по обвинению международного трибунала. От тюрьмы его спасло только личное вмешательство У. Черчилля.
В 1947 году все обвинения с него были сняты, и он удалился в своё родовое поместье. Умер в Граццано-Монферрато 31 октября 1956 года. Дом, где он родился и умер, теперь используется как музей и принадлежит Фонду Бадольо.